# District de Bangalore Rural
Le district de Bangalore Rural est un district de l'état du Karnataka, en Inde,

## Géographie
Au recensement de 2001, sa population compte 1 877 416 habitants.
Son chef-lieu est la ville de Bangalore. 